# Valentin Rathgeber

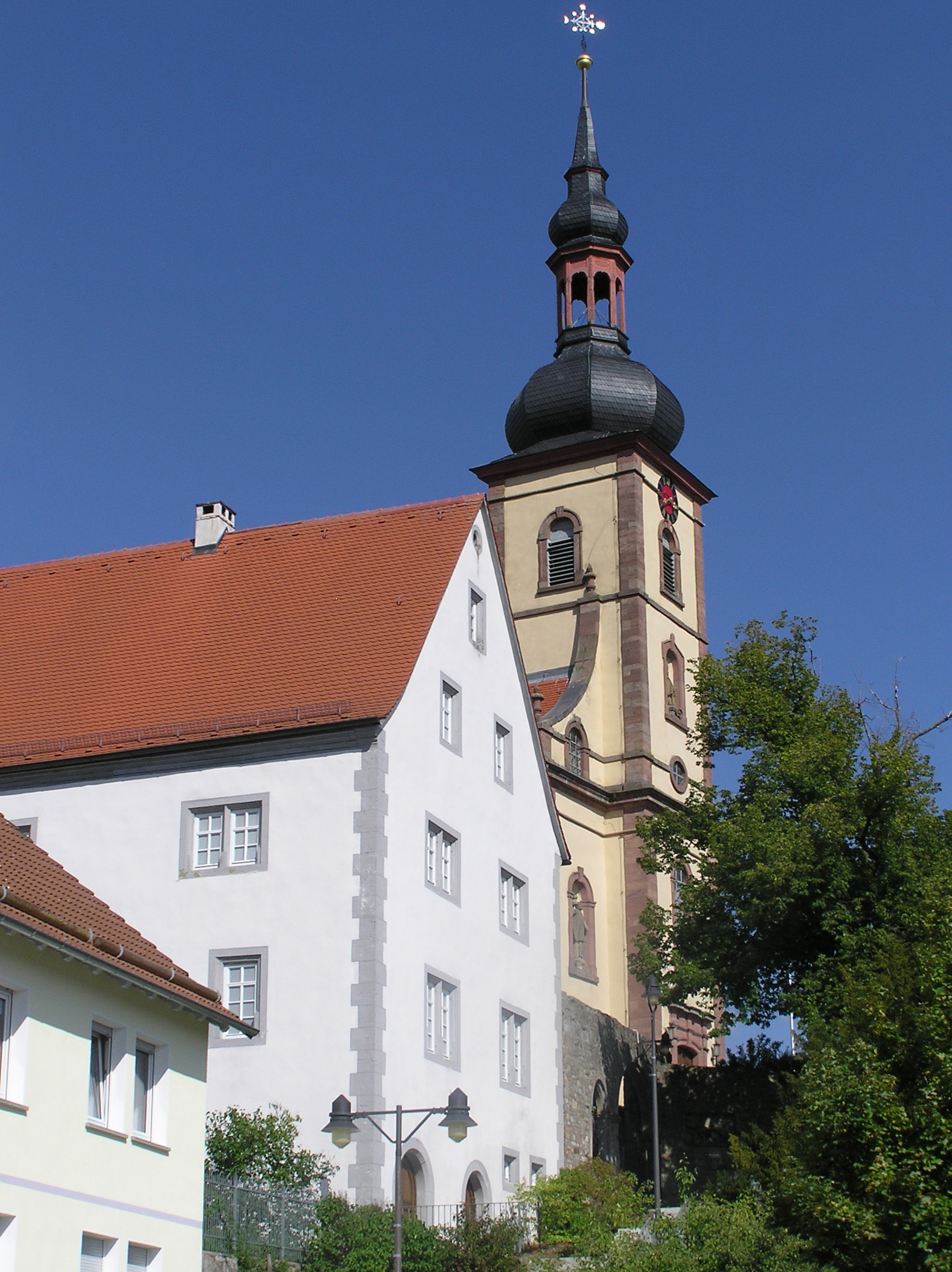
Casa natale di Valentin Rathgeber ad Oberelsbach

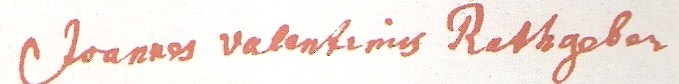
Firma di Valentin Rathgeber

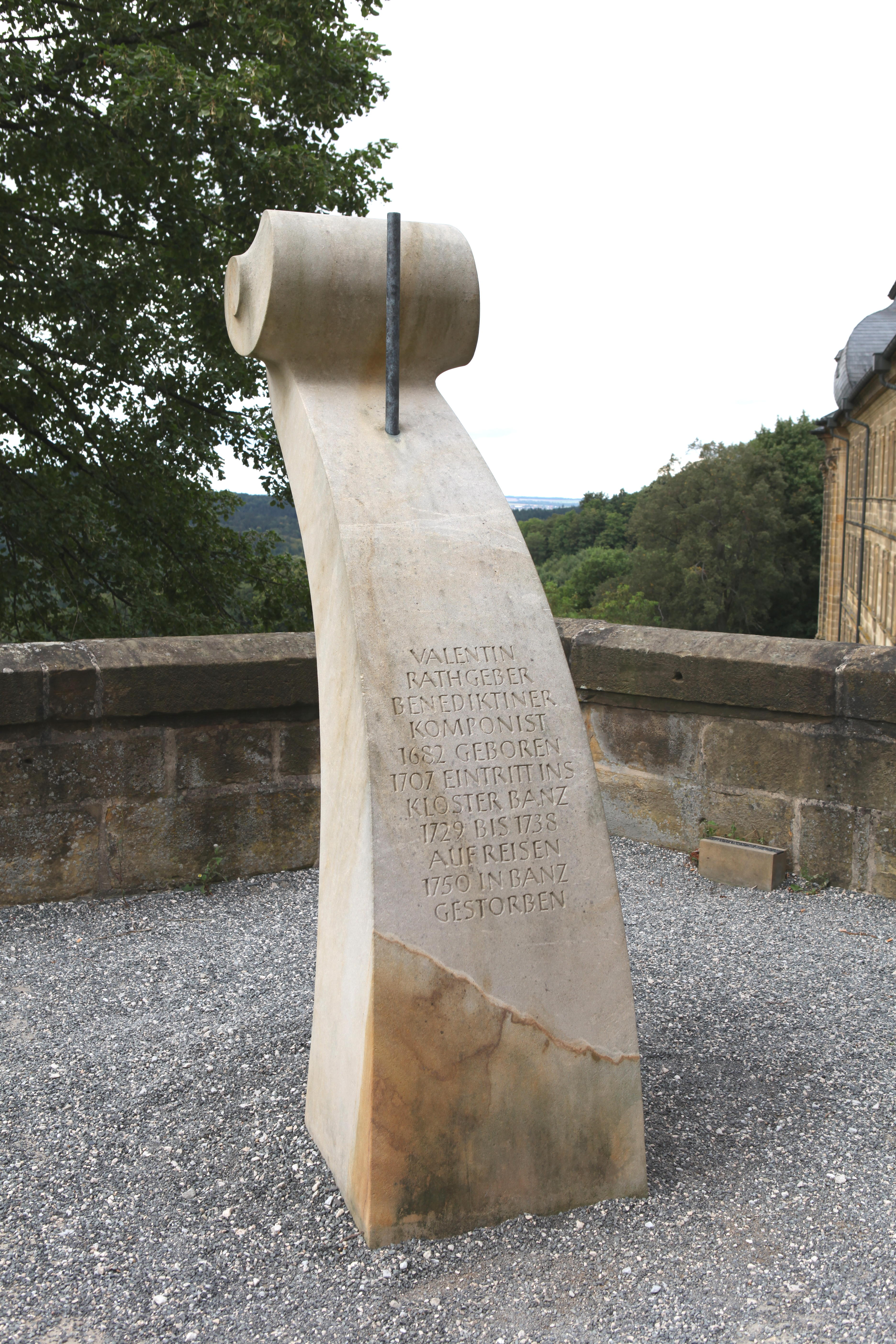
Memoriale di Valentin Rathgeber presso l'Abbazia di Banz

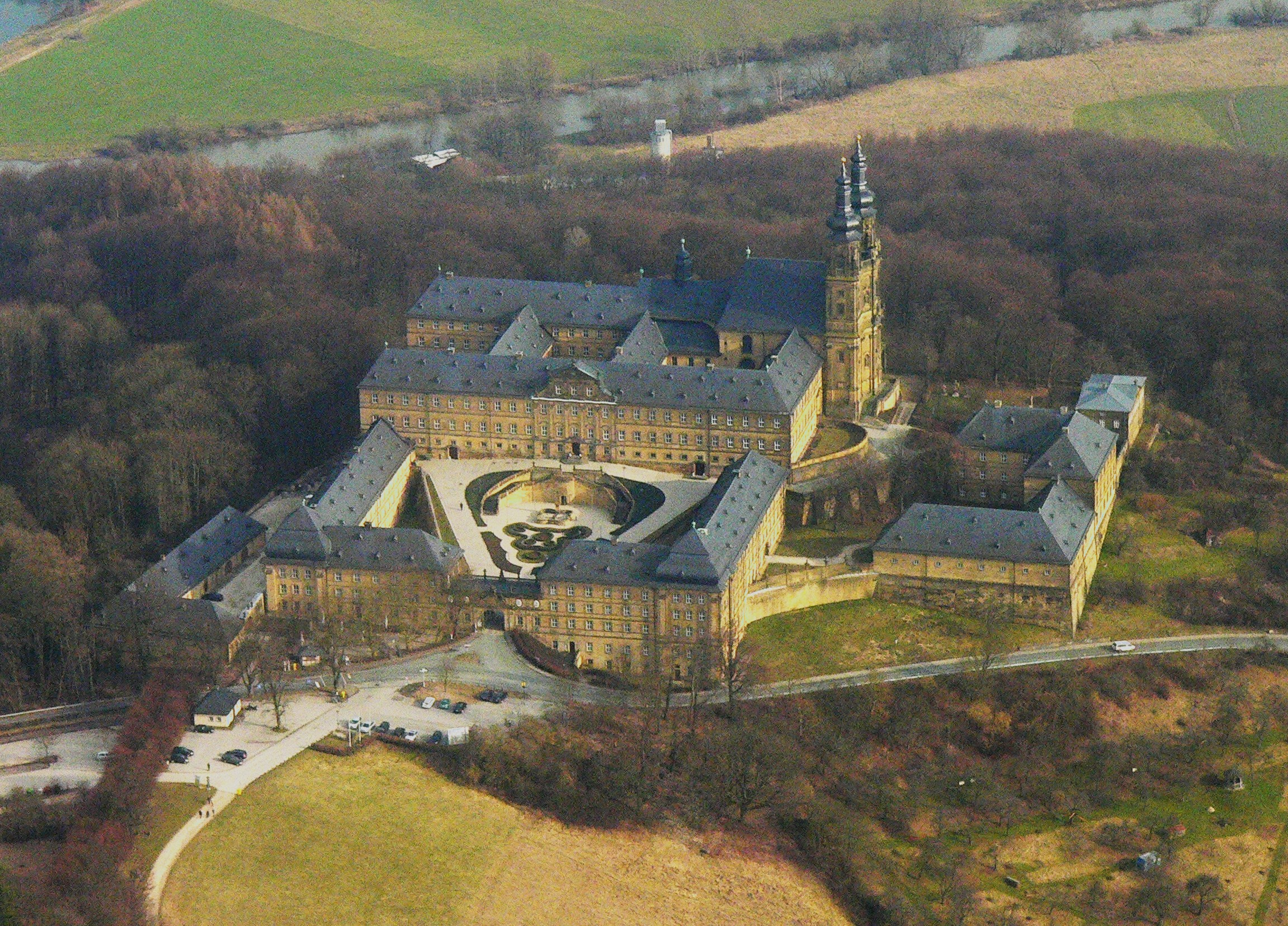
Abbazia di Banz

Johann Valentin Rathgeber (Oberelsbach, 3 aprile 1682 – Abbazia di Banz, 2 giugno 1750) è stato un monaco cristiano, compositore e organista tedesco di musica barocca.

## Biografia
Rathgeber nacque a Oberelsbach. Suo padre, organista, gli impartì le prime semplici lezioni di musica. All'inizio del Settecento iniziò a studiare all'Università di Würzburg; inizialmente studiò matematica, retorica e legge, ma poi iniziò a studiare teologia. Iniziò ad insegnare al Julius Hospital di Würzburg. Nel 1707 prese il posto di Kilian Düring come musicista all'Abbazia di Banz. Nel 1711 entrò nell'ordine benedettino, quindi divenne direttore di coro, organista e predicatore nell'abbazia. Tra il 1729 e il 1738, Rathgeber intraprese un viaggio culturale, che lo portò a raggiungere città quali Magonza, Bonn, Colonia, Treviri, Stoccarda, Ratisbona e Vienna. Le sue opere musicali di questo periodo furono in primo luogo dedicate agli ospiti che lo accoglievano, rispettivamente, di città in città. Nel 1738 ritornò all'Abbazia di Banz, dove visse per qualche tempo in clausura. Qualche tempo dopo, gli fu permesso di riguadagnare le precedenti mansioni ecclesiastiche. Rimase nell'Abbazia di Banz sino alla sua morte, avvenuta all'età di 68 anni, probabilmente a causa della gotta.

## Opere
Gran parte del repertorio musicale di Rathgeber consta di opere corali sacre. Scrisse diverse centinaia di opere, per la maggior parte Messe (43), inni, arie, litanie, requiem, magnificat, offertori (164), antifone Mariane (44), concerti strumentali (24) e canzoni. Rathgeber sviluppò quattro edizioni scritte nelle quali raccolse il suo lavoro: nel 1733, 1737 e 1739; nel 1746, Johann Caspar Seyfert ne aggiunse una quarta.
- Augsburger Tafel-Confect
- Opus I Octava musica clavium octo musicarum in Missis octo musicalibus (mass compositions)
- Opus II (vespri)
- Opus III (messe)
- Opus IV (offertori con accompagnamenti strumentali)
- Opus V (antifone ecclesiastiche)
- Opus VI (brani strumentali)
- Opus VII (messe ecclesiastiche)
- Opus VIII (requiem e Libera)
- Opus IX Psalmodia vespertina (ciclo di vespri)
- Opus X (arie latine e tedesche)
- Opus XI (inni)
- Opus XII (messe rurali e cittadine)
- Opus XIII (Miserere e Tantum ergo)
- Opus XIV (ciclo di offertori in tre parti)
- Opus XV (offertori)
- Opus XVI (antifone)
- Opus XVII (ciclo di vespri)
- Opus XVIII (litanie)
- Opus XIX (messe)
- Opus XX (offertori)